# Herveiras

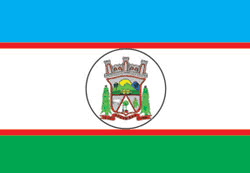
Bandera de la ciudad de Herveiras, Rio Grande do Sul, Brasil.

Herveiras es un municipio brasileño del estado de Rio Grande do Sul.
Se encuentra ubicado a una latitud de 29º24'24" Sur y una longitud de 52º39'09" Oeste, estando a una altitud de 530 metros sobre el nivel del mar. Su población estimada para el año 2004 era de 2.998 habitantes.
Ocupa una superficie de 118,73 km².
- Datos: Q1758745
- Multimedia: Herveiras / Q1758745